# Blas Cabrera Felipe
Blas Cabrera y Felipe (Arrecife (Espanha), 1878 — Cidade do México, 1 de agosto de 1945) foi um físico espanhol.

## Biografia
Cabrera recebeu o bacharelato em San Cristóbal de La Laguna, Tenerife, Espanha. Seguiu depois para Madrid, começando a estudar direito, seguindo tradição familiar. Naquela época encontrou Santiago Ramón y Cajal, que o convenceu a abandonar o direito e estudar ciências. Graduou-se na Universidad Central de Madrid (atual Universidade Complutense de Madrid) em física e matemática, obtendo um doutorado em física em 1901.

## Obras
- La teoria de los magnetones y la magnetoquímica de los compuestos férricos (1912).
- Principios fundamentales de análisis vectorial en el espacio de tres dimensiones y en el Universo de Minkowski (1912 13).
- Estado actual de la teoría de los rayos X y Y. Su aplicación al estudio de la estructura de la materia (1915).
- ¿Qué es la electricidad? (1917).
- MagnétoChimie (1918).
- El estado actual de la teoría del magnetismo (19161919).
- Principio de relatividad (1923).
- Paramagnetismo y estructura del átomo y de la molécula (19232627).
- El átomo y sus propiedades electromagnéticas (1927).
- L'étude expérimentale du paramagnétisme. Le magnéton (1931).
- Electricidad y teoría de la materia (1933).
- Diaet paramagnétisme et structure de la matiére (1937).
- El atomismo y su evolución (1942).
- El magnetismo de la materia (1944).